# Annales du service des antiquités de l'Égypte (numéros 71 à 80)
Les Annales du service des antiquités de l'Égypte sont publiées par le Conseil suprême des Antiquités égyptiennes (CSA).
Cliquez sur un onglet pour accéder aux titres des sujets développés dans chaque numéro
| nos 1 à 10 | nos 11 à 20 | nos 21 à 30 | nos 31 à 40 | nos 41 à 50 | nos 51 à 60 | nos 61 à 70 | nos 71 à 80 |

| Numéro 71 1987 | Numéro 72 1993 | Numéro 73 1998 | Numéro 74 1999 | Numéro 75 2000 | Numéro 76 20.. | Numéro 77 20.. | Numéro 78 20.. | Numéro 79 20.. | Numéro 80 20.. |

## Numéro 71, paru en 1987
| Pages      | Auteur(s)                | Titre | Texte sur Gallica |
| ---------- | ------------------------ | --- | ----------------- |
| VII - VIII | A. Kadry                 | 'Abdel-'Aziz Saleh |                   |
| IX - XIV   | A. Kadry                 | Bibliography of 'Abdel-'Aziz Saleh                                                                                      |                   |
| 1 - 3      | M. Z. Allam              | Zur Lesung des Titels                                                                                                   |                   |
| 5 - 25     | S. Allam                 | Trois missives d’un commandant (pap. CGC 58053-5)                                                                       |                   |
| 27 - 52    | E. Brovarski             | Two Old Kingdom Writing Boards from Giza                                                                                |                   |
| 53 - 60    | O. El-Aguizy             | Dwarfs and Pygmies in Ancient Egypt                                                                                     |                   |
| 61 - 86    | R. El-Sayed              | Mots et expressions évoquant l’idée de lumière                                                                          |                   |
| 87 - 95    | G. A. Gaballa            | Siese, Naval Standard-Bearer of Amenophis III                                                                           |                   |
| 97 - 100   | G. Gohary Said           | The Remarkable Career of a Police Officer                                                                               |                   |
| 101 - 105  | T. Handoussa             | The Goddess Mikt |                   |
| 107 - 117  | Zahi Hawass              | New Archaeological Sites in South Yemen                                                                                 |                   |
| 119 - 125  | W. Kaiser                | Zum Friedhof der Naqadakultur von Minshat Abu Omar                                                                      |                   |
| 127 - 129  | A. L. Kelley             | The Production of Pottery in Ancient Egypt, Part II: The Middle Kingdom                                                 |                   |
| 131 - 141  | Kenneth Anderson Kitchen | The Titularies of the Ramesside Kings as Expression of their Ideal Kingship                                             |                   |
| 143 - 149  | C. E. Loeben             | A Throwstick of Princess Nfr-Nfrw-Ra with Additional Notes on Throwsticks of Faience                                    |                   |
| 151 - 152  | G. T. Martin             | A Throwstick of Nefertiti in Manchester                                                                                 |                   |
| 153 - 167  | Bernard Mathieu          | Le voyage de Platon en Égypte                                                                                           |                   |
| 169 - 184  | M. F. Mostafa            | Kom el-Koffar. Teil II: Datierung und Historische Interpretation des Textes B                                           |                   |
| 185 - 198  | M. Moursi                | Die Ausgrabungen in der Gegend um die Pyramide des Dd-KA-Ra "issj" bei Saqqara                                          |                   |
| 199 - 204  | M. A. H. Nur El-Din      | Some Demotic School Exercises                                                                                           |                   |
| 205 - 211  | J. Osing                 | Einige Koptische Etymologien                                                                                            |                   |
| 213 - 222  | J. Padro                 | Le rôle de l’Égypte dans les relations commerciales d’Orient et d’Occident au premier millénaire                        |                   |
| 223 - 228  | Ali Mahmoud Radwan       | Six Ramesside Stelae in the Popular Pyramidion-Form                                                                     |                   |
| 229 - 249  | K. J. Seyfried           | Bemerkungen zur Erweiterung der unterirdschen Anlagen einiger Gräber des Neuen Reiches in Theben, Versuch einer Deutung |                   |
| 251 - 260  | Rainer Stadelmann        | Königinnengrab und Pyramidenbezirk im Alten Reich                                                                       |                   |
| 261 - 264  | A. Abd el-H. Youssef     | Two Lines of the Pyramid Texts Reconsidered                                                                             |                   |

## Numéro 72, paru en 1993
| Pages     | Auteur(s)                                                                | Titre | Texte sur Gallica |
| --------- | ------------------------------------------------------------------------ | --- | ----------------- |
| 3 - 23    | S. Abd El-Hamid et J.-C. Golvin                                          | Les travaux du Centre Franco-Égyptien d'étude et de restauration des temples de Karnak de 1981 à 1986                            |                   |
| 26 - 34   | P. Grossmann et D. S. Whitcomb                                           | Excavation in the Sanctuary of the Church in front of the Luqsur-Temple                                                          |                   |
| 35 - 44   | Jean-Philippe Lauer                                                      | Quatre campagnes de travaux au complexe monumental de la pyramide à degrés                                                       |                   |
| 45 - 48   | J. Lipinska                                                              | Deir el-Bahari, Tuthmosis III Temple Seven Seasons of Work, 1978-1985                                                            |                   |
| 49 - 52   | L. Manniche                                                              | A Report on Work Carried out at Dra' Abu el-Naga'                                                                                |                   |
| 53 - 77   | K. Mysliwiec                                                             | Polish Excavations at Tell Atrib in 1985                                                                                         |                   |
| 81        | A. Abdel Fattah                                                          | Marble Hand Found in Alexandria                                                                                                  |                   |
| 83 - 98   | E. El-Banna                                                              | À propos de quelques cultes peu connus à Héliopolis                                                                              |                   |
| 99 - 102  | Hassan El-Cherif                                                         | Outils lithiques à Danfik |                   |
| 103 - 116 | F. F. Leek                                                               | The 1983 Survey of Crania Recovered from Cheops’ Western Necropolis                                                              |                   |
| 117 - 118 | G. Gohary Said                                                           | A Minor Donation Stela of the Libyan Period                                                                                      |                   |
| 119 - 132 | A.-M. Loyrette et S. Mohammed                                            | La tombe d’une princesse anonyme (N°36) de la Vallée des Reines                                                                  |                   |
| 135 - 147 | A. Macke                                                                 | Les orifices d’éviscération endocranienne aux basses époques. Une étude à propos de 84 crânes provenant de la "Vallée des Reines |                   |
| 149 - 162 | M. F. Mostafa                                                            | Datierung des Baues und der Reliefs der Ersten Benutzungsphase der Grabanlage TT 257                                             |                   |
| 163 - 164 | Ahmed Mahmoud Moussa                                                     | Two Granite Statues of Ra-wr from Saqqara                                                                                        |                   |
| 165 - 169 | A. Abd el-H. Youssef                                                     | On the Onomastica of Five Upper Egyptian Nomes                                                                                   |                   |
| 173 - 180 | C. Gallazzi                                                              | Concordanze di O. Cair. Catalogue Général 9501-9711                                                                              |                   |
| 181 - 190 | G. Bonani, J. M. Devine, H. Haas, M. E. Lehner, R. J. Wenke et W. Wolfli | A Radiocarbon Chronology for the Egyptian Pyramids                                                                               |                   |
| 191 - 192 | M. T. Maher                                                              | An Integrated Information System for the Egyptian Antiquities Organization                                                       |                   |
| 193 - 194 | T. Handoussa                                                             | Notice nécrologique : Sayed Tewfik                                                                                               |                   |
| 195 - 196 | T. Handoussa                                                             | Bibliography of Sayed Tewfik |                   |

## Numéro 73, paru en 1998
|  |

## Numéro 74, paru en 1999
|  |

## Numéro 75, paru en 2000
| Pages     | Auteur(s)                                                   | Titre | Texte sur Gallica |
| --------- | ----------------------------------------------------------- | --- | ----------------- |
| VII       | G.A. Gaballa                                                | Préface |                   |
| 3 - 8     | A. J. Spencer                                               | British Museum Expedition to Tel el-Balamun: Interim Report, 1999                                                                       |                   |
| 9 - 15    | A. H. Farouk                                                | Der Gott Isdes |                   |
| 17 - 23   | D. Redford                                                  | Report on the 9th Season of Excavation at Tell el-Rub’a / Mendes                                                                        |                   |
| 25 - 34   | D. Günter et U. Hartung                                     | The Royal Tombs of Abydos / Umm el-Qaab. Report on the 12th and 13th Campaign 1997/98 and 1998/99                                       |                   |
| 35 - 43   | Institut français d'archéologie orientale                   | Rapport sur les travaux de la mission à ‘Ayn-Manâwîr (oasis de Kharga, Nouvelle Vallée) à l’automne 1998                                |                   |
| 45 - 62   | Jean-Yves Empereur                                          | La nécropole de Gabbari, 1998 |                   |
| 63 - 89   | K. P. Kuhlmann                                              | The Preservation of the Temple of the Oracle. Report of the German Institute’s Mission to Siwa Oasis (1st March, 1999-30th April, 1999) |                   |
| 91 - 106  | K. A. Daoud                                                 | The Mastaba of Kairer. Preliminary Report on the Fiel Work Seasons, 1995-1998                                                           |                   |
| 107 - 111 | L. Limme                                                    | Report on the Archaelogical Work at Elkab 1999 Season                                                                                   |                   |
| 113 - 131 | M. Abder-Raziq                                              | Die Elf Schreistatuen in Luxor Tempel (III)                                                                                             |                   |
| 133 - 152 | N. Strudwick                                                | Report on the Work of the University of Cambridge Theban Mission 1998                                                                   |                   |
| 153 - 171 | P. Grossmann                                                | Wadi Fayran / Sinai. Report on the Seasons in March and April 1985 and 1986 with an Appendix on the Church at Mount Moses               |                   |
| 173 - 209 | R. El-Sayed                                                 | À la recherche des statues inédites de la cachette de Karnak au Musée du Caire (suite) (II)                                             |                   |
| 211 - 221 | S. El-Kholi                                                 | Missbiligung vom Alkohol im altagyptischen Alltag ?                                                                                     |                   |
| 223 - 228 | S. Abd el-Aal                                               | Two Demotic Accounts in Cairo-Museum |                   |
| 229 - 244 | M. M. El-Gamili, M. E. Ibrahim, G. M. Saleh et S. A. Younis | Wadi Sikeit, the Ancient Emerald Mine Sites, Egypt. A Geo-Archaeological Investigation                                                  |                   |
| 245 - 255 | C. Lang et S. Redford                                       | Preliminary Report of the Akhenaten Temple Project’s On-Going Work in the Tomb of Parennefer (T.T. 188)                                 |                   |
| 257 - 258 | S. Hassanein                                                | Quesna Necropolis (In Brief) |                   |
| 259       | H. Moustafa                                                 | The So-Called "Assimilate Epithet" between Egyptian and Arabic Language (In Brief)                                                      |                   |

## Numéro 76, paru en 20..
|  |

## Numéro 77, paru en 20..
|  |

## Numéro 78, paru en 20..
|  |

## Numéro 79, paru en 20..
|  |

## Numéro 80, paru en 20..
|  |